# Annemarie Esche
Annemarie Esche, geborene Rothe (* 29. September 1925 in Bockau/Erzgebirge; † 13. Juli 2018) war eine deutsche Philologin, die zu birmanischer Sprache, Literatur und Kultur publizierte.

## Leben
Annemarie Esche legte 1944 das Abitur ab und arbeitete nach dem Krieg als Lehrerin für Deutsch und Russisch. Nach ihrem Germanistik-Studium an der Pädagogischen Hochschule Potsdam 1955–1959 entschloss sie sich gemeinsam mit ihrem Ehemann Otto Esche, Lehrer für Deutsch und Körpererziehung, im Ausland für den Bereich Deutsch als Fremdsprache zu arbeiten. 1960 wurde ihnen angeboten, in Yangon das „Deutsche Institut“ als DDR-Pendant zum Goethe-Institut der Bundesrepublik Deutschland aufzubauen. Das Land faszinierte sie, und so wurde Burma zu ihrem Lebensmittelpunkt.
Sie begann ihr Studium der birmanischen Sprache als Deutschlehrerin in Burma. Nach ihrer Rückkehr 1963 war sie aktiv am Aufbau des neuen Faches Burmanistik unter der Leitung von Eberhardt Richter im Ostasiatischen Institut der Karl-Marx-Universität Leipzig beteiligt. 1968 promovierte sie über den birmanischen Nationaldichter Salay U Ponnya, und im gleichen Jahr gab sie die erste Sammlung von Kurzgeschichten in deutscher Sprache unter dem Titel Der Markt von Pagan. Prosa aus Burma heraus.
Ihr Ehemann hatte inzwischen eine Tätigkeit im Ministerium für Auswärtige Angelegenheiten aufgenommen und war von 1969 bis 1979 mit einjähriger Unterbrechung an der diplomatischen Vertretung der DDR in Myanmar tätig. Das gab Annemarie Esche als begleitender Ehefrau die Möglichkeit, intensive Forschung vor Ort zu betreiben.
Nach ihrer Rückkehr übernahm Annemarie Esche die Leitung des Fachgebietes Burmanistik in der Sektion Asienwissenschaften der Humboldt-Universität zu Berlin. 1978 erwarb s ie mit ihrer Dissertation B Entwicklungstendenzen der neueren burmesischen Literatur den „Dr.sc.“ (entspricht der Habilitation) und wurde 1979 zur Hochschuldozentin berufen.
Auch nach ihrer Pensionierung 1986 blieb sie dem Fach verbunden, unterstützte ihre Absolventen, die es weiterführten, und bereicherte die Lehre mit Seminaren über Buddhismus und Kultur, bis sich 1994 mit der Einführung der neuen Struktur die Situation im Institut grundlegend änderte.
Annemarie Esche hat an der Zusammenstellung eines birmanisch-deutschen und eines deutsch-birmanischen Wörterbuches mitgewirkt, das 2011 beim Buske Verlag Hamburg erschien. Anlässlich der Fertigstellung des Werks wurde Annemarie Esche 2013 von der Leibniz-Sozietät der Wissenschaften zu Berlin e.V. für ihre wissenschaftliche Gesamtleistung mit der Gottfried-Wilhelm-Leibniz-Medaille geehrt.

## Publikationen
- Der Markt von Pagan. Prosa aus Burma. Berlin: Verlag Volk und Welt. 1968
- Märchen der Völker Burmas. Wiesbaden: Drei Lilien. 1976
- Annemarie Esche: Wörterbuch Burmesisch–Deutsch. 1. Auflage. VEB Verlag Enzyklopädie, Leipzig 1976.
- (Hrsg.) Das Goldene Kloster zu Mandalay. Leipzig, Insel-Verlag, 1977, Insel-Bücherei Nummer 1015
- Die Goldene Pagode: Shwedagon, ein Sinnbild des Buddhismus. Hanau/Main: Müller & Kiepenheuer. 1985
- Annemarie Esche, Eberhard Richter: Burmesisches Übungsbuch. VEB Verlag Enzyklopädie, Leipzig 1988.
- "The experience of writing the first German-Myanmar dictionary." In Justin Watkins (Hrsg.): Studies in Burmese Linguistics. Canberra : Pacific Linguistics, Research School of Pacific and Asian Studies, the Australian National University: 307–318. 2005
- Annemarie und Otto Esche: Wörterbuch Deutsch - Myanma. 1. Auflage. Helmut Buske Verlag, Hamburg 2011, ISBN 978-3-87548-609-4 (1040 S., buske.de [PDF] 70.000 Eintragungen).